# Quercus championii
Quercus championii là một loài thực vật có hoa trong họ Cử. Loài này được Benth. miêu tả khoa học đầu tiên năm 1854.

## Hình ảnh